# Vladimir Petrović (ambaixador)
Vladimir Petrović   (Kragujevac, 1978) és diplomàtic serbi, que fou l'ambaixador de Sèrbia als Estats Units entre l'abril i el maig de 2009.